# Конференция католических епископов США
Конференция католических епископов США  (англ. United States Conference of Catholic Bishops) — коллегиальный орган национального церковно-административного управления Римско-Католической церкви в США. Высшим органом Конференции католических епископов США является общее собрание американских епископов и архиепископов. Решения конференции утверждаются Римским папой. Конференция католических епископов США имеет юридическое лицо и зарегистрирована в Вашингтоне. В состав Конференции католических епископов США входят епископы Римско-Католической церкви США и Американских Виргинских островов. Епископы Пуэрто-Рико, Содружества Северных Марианских островов, Американского Самоа и Гуама входят в другие национальные католические конференции.

## История
6 ноября 1784 года в Балтиморе, штат Мэриленд, была образована первая католическая епархия Балтимора, которая 8 апреля 1808 года была возведена Святым Престолом в архиепархию. После постепенного образования других католических епархий возникла необходимость координации действий католических епископов в США. В 1852, 1866 и 1884 гг. в Балтиморе состоялись «Балтиморские синоды», которые сформировали дисциплинарные правила для деятельности национальной Католической церкви в США.
Первая национальная организация американских католических епископов «Национальный Католический Военный Совет» (National Catholic War Council) была основана в 1917 году. Эта централизованная организация католических епископов координировала совместные действия иерархов для духовного окормления американских военнослужащих, участвовавших в I Мировой войне.
В 1919 году американские епископы основали «Национальный Католический Совет Благосостояния» (National Catholic Welfare Council), который состоял из семи постоянных членов, управлявших делами между пленарными собраниями.
После II Ватиканского Собора была основана «Национальная Конференция католических епископов США» (National Conference of Catholic Bishops (NCCB)), первое заседание которой состоялось в 1966 году. Была также создана светская организация «Католическая Конференция Соединённых Штатов» (United States Catholic Conference (USCC)). Эти организации имели свои собственные определённые сферы деятельности. «Национальная Конференция католических епископов США» сосредотачивала своё внимание на внутрицерковных делах. «Католическая Конференция Соединённых Штатов» работала в американском обществе как общественная организация.
1 июля 2001 года обе организации «Национальная Конференция католических епископов США» и «Католическая Конференция Соединённых Штатов» были объединены в единую организацию под сегодняшним названием «Конференция католических епископов США» (United States Conference of Catholic Bishops (USCCB)).

## Структура
Конференция католических епископов США состоит из 16 постоянных комитетов. Различные отделы, секретариаты и отделения исполняют поручения комитетов. Существует Исполнительный комитет, членами которого являются Президент конференции, вице-президент и секретарь (все епископы). Должностные лица Конференции избираются общим голосованием на срок три года.
Конференция католических епископов США собирается дважды в год, в ноябре и мае.

## Президенты Конференции
- кардинал Джон Дирден, архиепископ Детройта (1966—1971) — кардинал с 28.04.1969 года;
- кардинал Джон Крол, архиепископ Филадельфии (1971—1974);
- кардинал Джозеф Бернардин, архиепископ Цинциннати (1974—1977);
- Джон Рафаэль Куинн[англ.], архиепископ Сан-Франциско (1977—1980)
- Джон Роберт Роуч[англ.], архиепископ Сент-Пола и Миннеаполиса (1980—1983)
- Джеймс Мэлоун, епископ Янгстауна (1983—1986);
- Джон Л. Мэй, архиепископ Сент-Луиса (1986—1989);
- Дэниэл Эдвард Пиларчик, архиепископ Цинциннати (1989—1992);
- кардинал Уильям Генрих Килер, архиепископ Балтимора (1992—1995);
- Энтони Пилла, епископ Кливленда (1995—1998);
- Джозеф Фьоренца, архиепископ Галвестон-Хьюстона (1998—2001);
- Уилтон Дэниэл Грегори, епископ Белвилла (2001—2004);
- Уильям Стивен Скайлстад[англ.], епископ Спокана (2004—2007)
- кардинал Фрэнсис Юджин Джордж, архиепископ Чикаго (2007—2010);
- кардинал Тимоти Майкл Долан, кардинал, архиепископ Нью-Йорка (2010 — 2013);
- Джозеф Эдвард Куртц[англ.], архиепископ Луисвилла (2013 — 2016);
- кардинал Даниэль Николас Динардо, архиепископ Галвестон-Хьюстона (2016 — 2019);
- Хосе Орасио Гомес, архиепископ Лос-Анджелеса (2019 — 2022);
- Тимоти Пол Бролио, архиепископ вооружённых сил США (2022 — по настоящее время).